# Sudlice

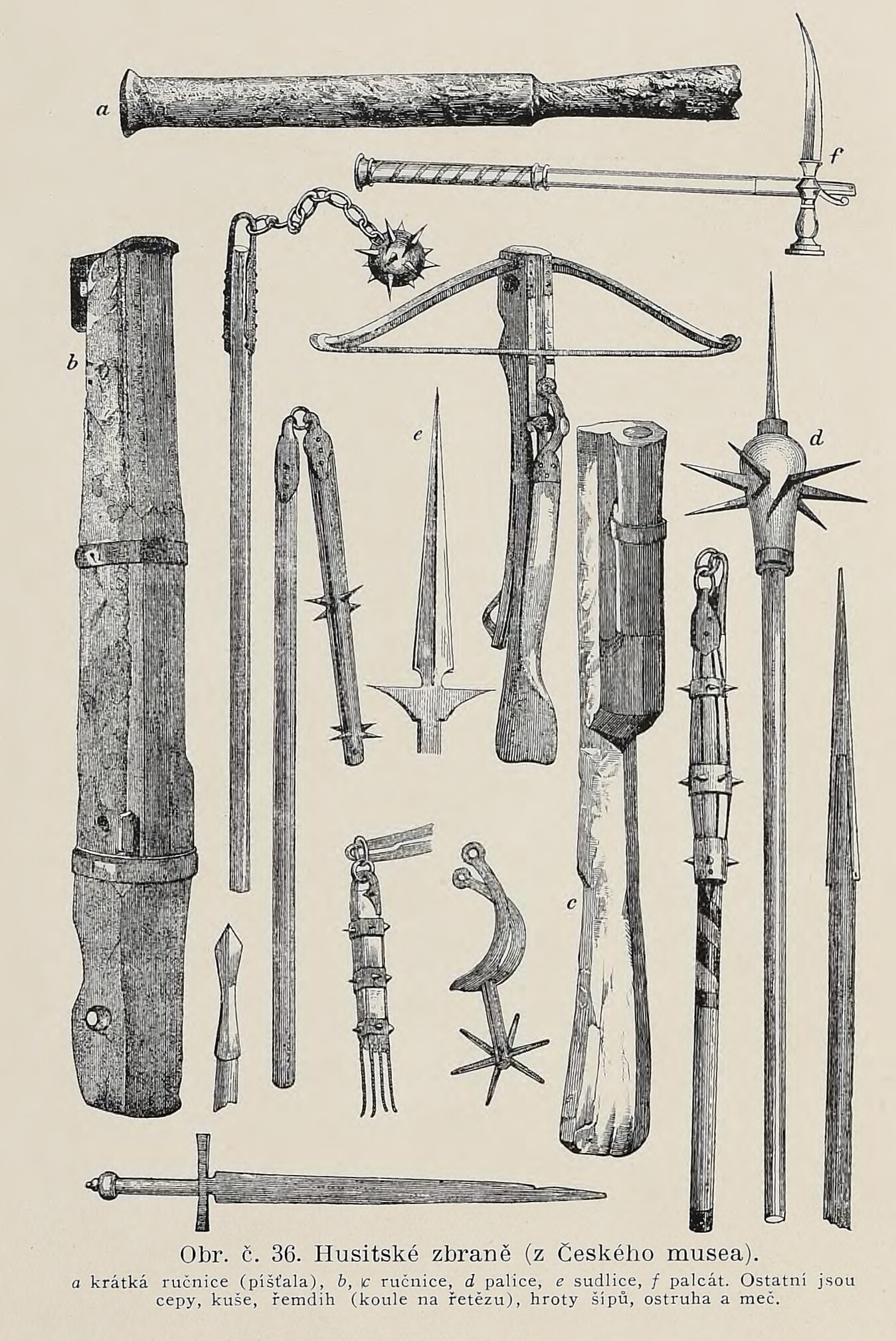
Husitské zbraně (ušatá sudlice pod písmenem e)

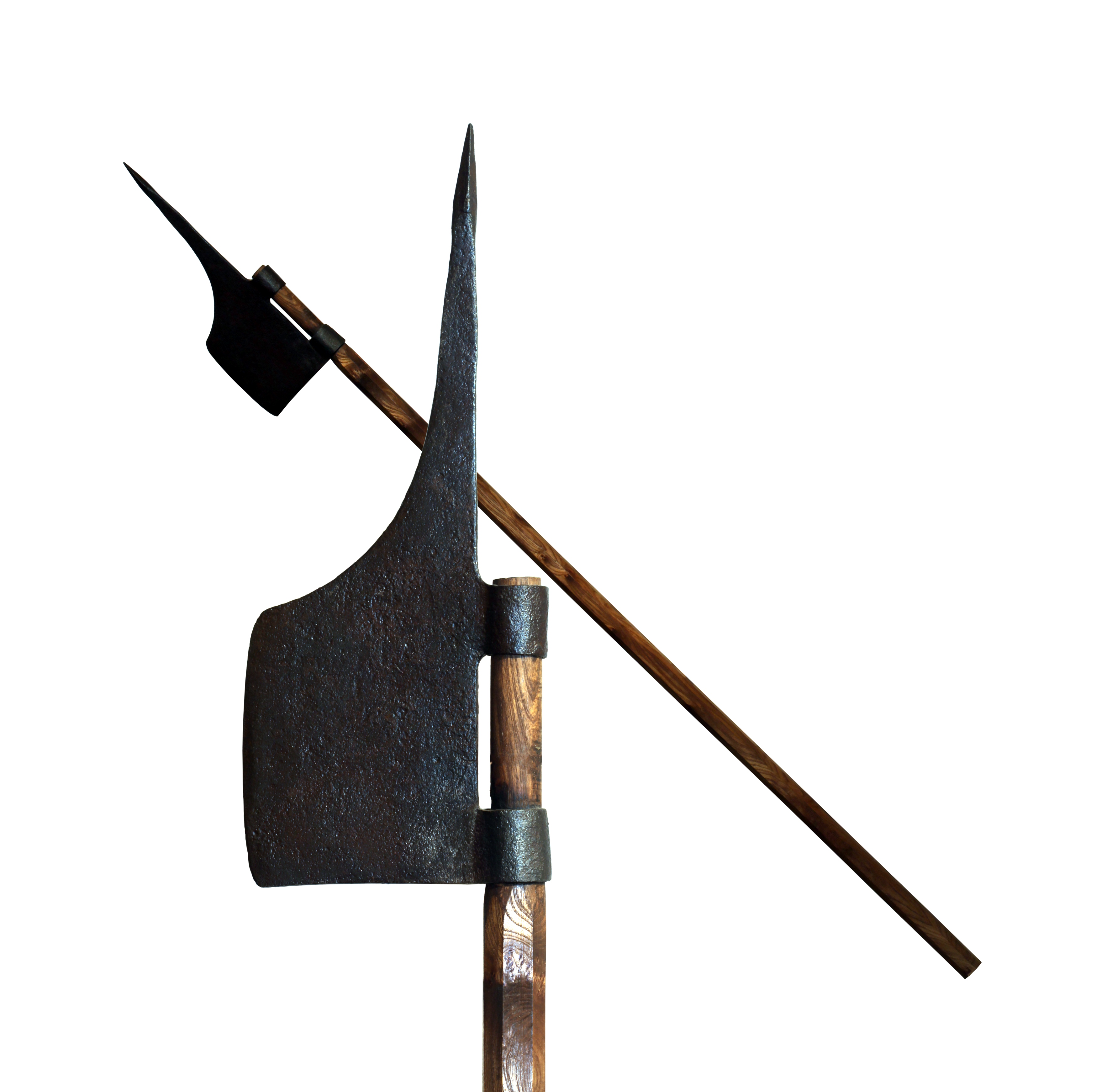
Sudlice

Sudlice je středověká dřevcová sečná i bodná zbraň na českém území proslavená zejména husity. Evropská pěchota je ale používala od 13. do 17. století. Prvním typem sudlice je kůsa (viz níže). 

## Husitské sudlice
Husitská sudlice nejdříve vznikla, podobně jako velká část jejich zbraní, přeměnou zemědělského nástroje, kdy byla na dřevěnou násadu přidělána železná část kosy hrotem vzhůru. Teprve později začali husitští kováři kovat speciální typy sudlic, takzvané ušaté – ty měly po stranách dva hroty připomínající uši, případně hák.

## Další druhy sudlic
- korseka – podobná sudlici ušaté, užívaná v 15.–17. století italskými, francouzskými a španělskými vojsky
- kůsa – původní typ sudlice, připomínající čepel kosy, vzpřímenou na ratišti; poprvé se objevila ve Francii a Itálii
- runka – sudlice používaná v 15.–16. století v Itálii, podobná korsece, ale s delší čepelí